# Burauen (Leyte)
Burauen ist eine philippinische Stadtgemeinde in der Provinz Leyte. Sie hat 52.732 Einwohner (Zensus 1. August 2015).

## Baranggays
Burauen ist politisch in 77 Baranggays unterteilt.
| - Abuyogon - Anonang - Arado - Balao - Balatson - Balorinay - Bobon - Buenavista - Buri - Caanislagan - Cadahunan - Cagangon - Cali - Calsadahay - Candag-on - Cansiboy - Catagbacan - Poblacion District I - Poblacion District II - Poblacion District III - Poblacion District IV - Poblacion District V - Poblacion District VI - Poblacion District VII - Poblacion District VIII - Poblacion District IX | - Dumalag (Pusod) - Ilihan - Esperanza - Gitablan - Hapunan - Hibonawan - Hugpa East - Hugpa West - Kalao - Kaparasanan - Laguiwan - Libas - Limburan - Logsongan - Maabab - Maghubas - Mahagnao - Malabca - Malaguinabot - Malaihao (San Ramon) - Matin-ao - Moguing - Paghudlan - Paitan - Pangdan - Patag | - Patong - Pawa - Roxas - Sambel - San Esteban - San Fernando - San Jose East - San Jose West - San Pablo - Tabuanon - Tagadtaran - Taghuyan - Takin - Tambis (Naboya) - Toloyao - Villa Aurora - Villa Corazon - Villa Patria - Villa Rosas (Cabang) - Kalbana - Damulo-an - Dina-ayan - Gamay - Kalipayan - Tambuko |